# Aleksander Czekanowski
Aleksander Piotr Czekanowski (ur. 12 lutego?/24 lutego 1833 w Krzemieńcu na Wołyniu, zm. 18 października?/30 października 1876 w Petersburgu) – polski podróżnik i geolog. Badacz Syberii Środkowej.

## Życiorys
Aleksander Czekanowski urodził się w rodzinie szlacheckiej 12 lutego?/24 lutego 1833 r. w Krzemieńcu na Wołyniu jako syn Wawrzyńca i Joanny z domu Gostell. Jego ojciec utrzymywał w mieście pensjonat, był honorowym pomocnikiem przy gabinecie zoologicznym w tamtejszym liceum. Ojciec, zapalony entomolog, oraz Willibald Besser, biolog i profesor gimnazjalny, zaszczepili młodemu Czekanowskiemu podstawy nauk przyrodniczych. 
Po przeprowadzce do Kijowa i ukończeniu tamtejszego gimnazjum, w 1850 r. rozpoczął studia medyczne na Uniwersytecie Kijowskim. Nie mając jednak zamiłowania do medycyny, skierował swe zainteresowania ku naukom przyrodniczym, a szczególnie geologii. W 1855 r. przeniósł się na uniwersytet w Dorpacie, gdzie na wydziale geologii przez dwa lata słuchał wykładów z mineralogii. Tam został przyjęty do najstarszej polskiej korporacji akademickiej Polonia. Po ukończeniu studiów w 1857 r. wrócił do Kijowa, gdzie pracował nad zbiorami miejscowego uniwersytetu. Przed powstaniem styczniowym w jego mieszkaniu zbierała się elita młodzieży. Podejrzany o udział w powstaniu, Czekanowski został aresztowany w 1863 r. i skazanie na odebranie praw szlacheckich oraz zesłany na Syberię, początkowo na Zabajkale koło Czyty, potem na zachód od jeziora Bajkał. Już w drodze gromadził i porządkował zbiory, posługując się lupą sporządzoną ze stłuczonej karafki. Po przeniesieniu go w okolice Bratskiego Ostroga nad Angarą kilka lat żył w nędzy. Mimo srogiego klimatu i ciężkiej pracy u chłopów nie porzucił pracy naukowej. Studiował geologię tzw. Lądu Angary, dokonując obserwacji meteorologicznych za pomocą przyrządów własnego pomysłu.
Z trudnej sytuacji wybawił go w 1866 r. Fryderyk Schmidt, poznany jeszcze w Dorpacie. Nabył on zgromadzone przez Czekanowskiego zbiory oraz zamawiał dalsze, zaopatrywał go także w książki. Dwa lata później uzyskał u władz zwolnienie Czekanowskiego z prac przymusowych i przeniesienie go do Irkucka, gdzie zaczął działać w Syberyjskim Oddziale Rosyjskiego Towarzystwa Geograficznego, m.in. prowadząc badania w południowej części guberni irkuckiej (1869–71). W 1871 razem z Wiktorem Godlewskim oraz Benedyktem Dybowskim dokonał badań północnej części jeziora Chubsuguł w Mongolii. Badał również tereny górnego biegu Dolnej Tunguzki i notował spostrzeżenia z wyprawy przez Oleniok. Napisał pierwsze wiarygodne dane o geologii rejonu Dolnej Tunguzki (1873), południowego biegu Leny oraz rejonu Oleniok (1874–1875). Nad Dolną Tunguzką odkrył pokłady węgla i grafitu.
W 1876 pozwolono mu przyjechać do Petersburga, gdzie rozpoczął prace związane z opracowaniem zebranych materiałów geograficznych, geologicznych i paleontologicznych. Zbiory botaniczne i zoologiczne zebrane przez Czekanowskiego zostały opisane przez szereg innych uczonych. Swoje obserwacje z wszystkich wypraw zawarł w wielu publikacjach, które jednak nie są w pełni znane w Polsce. Poza działalnością pisarską zajmował się również kolekcjonowaniem skamieniałości roślin i owadów.
Zmarł 18 października?/30 października 1876 r. w wyniku zatrucia amoniakiem, być może w wyniku zatrucia wewnętrznego z powodu niewydolności nerek, być może z powodu wypadku przy preparowaniu zbiorów lub – jak się twierdzi – najczęściej w wyniku samobójstwa spowodowanego prawdopodobnie postępującą chorobą nerwową i depresją, a być może oskarżeniami o defraudację pieniędzy na kolejną wyprawę. Wersję o celowym zażyciu amoniaku w celach samobójczych podważa Zbigniew Wójcik, twierdząc, że uczony miał dostęp do znacznie skuteczniejszych trucizn.

## Odznaczenia
Za swoje badania otrzymał m.in. złoty medal Rosyjskiego Towarzystwa Geograficznego (1870), złoty medal Międzynarodowego Kongresu Geograficznego w Paryżu.

## Prace
- Badania geologiczne guberni irkuckiej (1874);
- Dziennik ekspedycji po rzekach Dolna Tunguska, Oleniok i Lena w 1873–1875 (1896).

## Upamiętnienie
Jego imieniem nazwano pasmo górskie na Syberii między rzekami Leną i Oleniok – Góry Czekanowskiego, szczyt nad Bajkałem, osiedle typu miejskiego (do r. 1963 Anzebi, obecnie mikrorejon Bracka), ulice w Częstochowie (Północ), Gliwicach (Żerniki), Lublinie (dzielnica Wrotków), Pruszczu Gdańskim oraz w Zielonej Górze (Jędrzychów, Osiedle Uczonych), a niegdyś także w Łodzi.

### Nazewnictwo gatunków
Na jego cześć nazwano rodzaj wymarłych roślin okresu jurajskiego – Czekanowskia (klasa miłorzębowych), rodzaj środkowotriasowego amonita Czekanowskites, znanego z Syberii oraz wczesnotriasowego amonita Prosphingites czekanowskii.
Do innych wymarłych taksonów nazwanych nazwiskiem Czekanowskiego należą:
- Agnostus czekanowskii Schmidt, 1886 – środkowokambryjski trylobit, Syberia północna.
- Triangulaspis czekanowskii (Toll, 1899) – dolnokambryjski trylobit, Syberia wschodnia.
- Angarocanis czekanowskii (Schmidt, 1886) – sylurski wielkorak, Syberia.
- Primitia czekanowskii Schmidt, 1886 – sylurski małżoraczek, Syberia.
- Modiola czekanowskii Lahusen, 1886 – środkowojurajski małż, Syberia.
- Oxytoma czekanowskii Teller, 1886 – późnotriasowy małż, Rosja północna .
- Bellerophon czekanowskii Schmidt, 1858 – wczesnoordowicki ślimak, południowe wybrzeże Zatoki Fińskiej.
- Epiczekanowskites Popow, 1961 – środkowotriasowy amonit, Rosja.
- Polyptychites tshekanovskii Pavlow, 1914 – wczesnokredowy amonit, wschodnia Syberia.
- Palaeniscinotus czekanowskii Rohon, 1890 – wczesnokredowa ryba, Syberia.
- Sorocaulus szekanowskii (Schmalhausen, 1879) – permski skrzyp, Syberia.
- Asplenium czekanowskii Schmalhausen, 1879 – permski paprotnik, Syberia

Jego nazwiskiem nazwano także współczesne rośliny i zwierzęta:
- tojada Aconitum czekanovskyi,
- ostrołódkę Oxytropis czekanowskii[23],
- Saxifraga czekanowskii[24],
- Myosotis czekanowskii,
- Papaver czekanowskii,
- hybrydę modrzewia Larix czekanowskii,
- rybę z grupy strzebli Phoxinus czekanowskii[25] (synonim Rhynchocypris czekanowskii[26]),
- pająka Dendryphantes czekanowskii,
- owada Hyperborea czekanowskii,
- skorupiaka Tropodiaptomus czekanowskii[27],
- Scoliocentra czekanowskii.

### Filatelistyka
Poczta Polska wyemitowała 3 września 1976 r. znaczek pocztowy upamiętniający podróżnika, o nominale 1,50 zł. Wydrukowano 10 665 000 sztuk, techniką rotograwiury, na papierze kredowanym. Autorem projektu znaczka był Tadeusz Michaluk. Znaczek pozostawał w obiegu do 31 grudnia 1994 roku.
Drugi znaczek Poczty Polskiej poświęcony osobie Czekanowskiego wyemitowany został 23 maja 2022 roku, o nominale 3,60 zł. Wydrukowano 120 000 sztuk, technika rotograwiury, na papierze fluorescencyjnym. Autorem projektu znaczka był Jarosław Ochendzan.

### Numizmatyka
W 2004 r. Narodowy Bank Polski wydał upamiętniającą Czekanowskiego srebrną monetę kolekcjonerską o nominale 10 złotych oraz towarzyszącą jej monetę okolicznościową ze stopu nordic gold o nominale 2 złotych. Obie monety są częścią serii „Polscy podróżnicy i badacze”.